# Górna Owczarnia
Górna Owczarnia – wieś w Polsce, położona w województwie lubelskim, w powiecie opolskim, w gminie Opole Lubelskie.
W latach 1975–1998 miejscowość administracyjnie należała do ówczesnego województwa lubelskiego.
Wieś stanowi sołectwo w gminie Opole Lubelskie. Według Narodowego Spisu Powszechnego z roku 2011 wieś liczyła 172 mieszkańców.

## Części wsi
| SIMC    | Nazwa | Rodzaj    |
| ------- | ----- | --------- |
| 1022618 | Kopce | część wsi |

## Historia
Wieś notowana w roku 1830 w Księgach wizytacyjnych parafii diecezji lubelskiej jako Górna Owczarnia (Kopce). W roku 1933 (Skorowidz miejscowości w Rzeczypospolitej Polskiej z oznaczeniem terytorialnie ich właściwych nazw...) zanotowano miejscowość także jako Górna Owczarnia (Kopce). W Spisie miejscowości Polskiej Rzeczypospolitej Ludowej (Warszawa 1967, s. 322) także występuje jako Górna Owczarnia (Kopce).
1 lipca 1990 część wsi Górna Owczarnia o powierzchni 31,85 ha włączono do Opola Lubelskiego.